# Harald Krenchel
Harald Krenchel (ur. 28 maja 1884 w Viborgu, zm. 9 stycznia 1922 w Kopenhadze) – szermierz reprezentujący Danię, uczestnik letnich igrzysk olimpijskich w Londynie w 1908 roku.